# Elf Aquitaine

Früheres Logo

Elf Aquitaine ist ein ehemaliges französisches Mineralölunternehmen, das auch unter dem Markennamen ELF bekannt ist. Das Unternehmen fusionierte 2000 mit TotalFina zu dem neuen Unternehmen TotalFinaElf, das seit 2003 erst Total und heute TotalEnergies heißt.

## Geschichte
1965 fusionierten Régie Autonomie des Pétroles (RAP) und Bureau de Recherches de Pétrole (BRP) zur Holding Entreprise de Recherches et d’Activité Pétrolières (ERAP). ERAP bekam nach kurzer Zeit den Konzernnamen Elf Aquitaine. 1966 gab es 4.500 Tankstellen. 1967 hatte das Unternehmen 12.000 Mitarbeiter. Die Vorbereitungen zur Fusion von UGP und UGD zu ERAP wurden im Oktober 1966 abgeschlossen. Am 27. April 1967 wurden die ungleichen Marken und Produkte unter der Marke ELF vereinigt und die SNPA mit der ERAP zur Elf-ERAP fusioniert. 1971 wurden die Bereiche ERAP und Société Nationale des Pétroles d’Aquitaine (SNPA) zur Société Nationale Elf Aquitaine (SNEA), kurz Elf Aquitaine zusammengefasst. 1973 wurde die Tochtergesellschaft Sanofi (Gesundheit und Kosmetik) gegründet. 1993 übernahm Sanofi Yves Saint Laurent.
1976 wurde die Elf-ERAP in Société Nationale Elf Aquitaine (SNEA), später in Elf Aquitaine umbenannt. Bis in die 1980er Jahre blieben Tankstellen in Frankreich unter den Markenzeichen von Antar. Von da an trat die UGP unter dem Namen ELF Union und die UGD unter dem Namen ELF Distribution auf. 1983 wurde das Chemieunternehmen Atochem als Tochtergesellschaft gegründet. 1989 wurde Atochem an die US-amerikanische Pennwalt-Corporation verkauft. 1992 erwarb Elf Aquitaine die deutsche Minol. Die Leuna-Affäre überschattete diesen Handel. 1994 wurde Elf Aquitaine unter der konservativen Regierung von Édouard Balladur privatisiert.
2000 fusionieren Elf Aquitaine und TotalFina zur TotalFinaElf-Gruppe. Kurz darauf wurde nur noch der Name Total für den Gesamtkonzern benutzt.

## Motorsport
Schon sehr früh, bereits 1969, war ELF im Motorsport am Gewinn der Automobil-Weltmeisterschaft 1970 beteiligt. Jackie Stewart wurde erstmals Fahrer-Weltmeister, Matra Sports wurde Konstrukteurs-Weltmeister durch Bau des Chassis Matra MS80 für das britische Rennteam von Ken Tyrrell, das Ford-Cosworth-Motoren nutzte. Ab 1970 gehörte Matra zu Simca und Chrysler, daher trennten sich Matra und Tyrrell/Stewart, die von Ford unterstützt wurden. Elf unterstützte sowohl das Matra-Werksteam als auch die F1-Wagen von Tyrrell, die fortan in kräftigerem Blau lackiert waren und den elf-Schriftzug trugen, auch bei den weiteren F1-WM-Gewinnen 1971 und 1973. Weil elf über Renault zur innerfranzösischen Konkurrenz von Matra-Simca gehörte, wurde die Kooperation mit Matra alsbald eingestellt.

## Markenname ELF und Logo
Im Sommer 1964 wurden für die anstehende neue Dachgesellschaft ERAP eine Reihe von verschiedenen Kombinationen aus drei, vier oder fünf Buchstaben entwickelt, unter anderem Ritm, Alzan, Elf, Elfe und Elan. Letztlich fiel die Wahl auf das Kunstwort ELF. Der Name hat mit der Zahl elf nichts zu tun und ist auch kein Akronym. Allerdings wird er regelmäßig als Essence et Lubrifiants de France interpretiert.
Das Logo stellt einen stilisierten Bohrmeißel mit einer blauen und einer roten Seite dar, der in der Mitte weiß bleibt, Symbol der französischen Flagge.
„Aquitaine“ bezieht sich auf die französische Region Aquitanien mit der Hauptstadt Bordeaux.

## Elf heute
Heute wird der Markenname Elf mit neuer Farbgebung als Billigbenzinmarke deutlich unterhalb der TOTAL genutzt.

## Elf Aquitaine und die Politik
Unter dem Elf-Präsidenten Loïk Le Floch-Prigent von 1989 bis 1993 arbeitete dessen Vertrauter Alfred Sirven als Direktor für Allgemeine Angelegenheiten, der zusammen mit André Tarallo als Monsieur Afrique in Genf eine Filiale Elf Aquitaine Internationale (EAI) unterhielt, über die große Bestechungsgelder für diverse afrikanische Aktivitäten gezahlt wurden. Richterliche Untersuchungen u. a. der französischen obersten Untersuchungsrichterin des Pariser Palais de Justice, Eva Joly, deckten eine weitere Tochtergesellschaft in Genf auf, die 1980 gegründete Rivunion, die für Le Floch-Prigent seine Schwarze Kasse in der Schweiz war. Bei der Übernahme der spanischen Raffinerie Ertoil von kuwaitischen öffentlichen Stellen, die im Zusammenhang mit dem Zweiten Golfkrieg 1990 schnell Geld benötigten, wurde offenbar der irakische Milliardär Nadhmi Auchi zwischengeschaltet, der Ertoil nach nur vier Monaten an den spanischen Konzern Cepsa weiterverkaufte, an dem Elf Aquitaine mit 34 % beteiligt war. Rechte Hand von Auchi war der spanische Politiker und Geschäftsmann Daniel de Busturia. Bei der Übernahme sollen bis zu FF 54 Mio. Kommissionen geflossen sein.
In Deutschland wurde Elf Aquitaine unter anderem auch im Zusammenhang mit der Übernahme der Leuna-Werke und des Minol-Tankstellennetzes durch die so genannte Leuna-Affäre Anfang der 1990er Jahre bekannt.
Beim Engagement von Elf Aquitaine in Usbekistan sollen ebenfalls Kommissionen an Präsident Islom Karimov geflossen sein, von denen ein Teil an eine Freundin des damaligen Präsidenten François Mitterrand, die Romanschriftstellerin Françoise Sagan gegangen sein sollen, die dafür vor Gericht stand.
Bereits in den 1960er Jahren wurde nach verschiedenen französischen Medienberichten von Elf an Politiker in Afrika große Geldbeträge für Wahlkämpfe, aber auch zur Anschaffung von Waffen zur Verfügung gestellt. Zeitweilig soll Elf die legale Tarnung für nachrichtendienstliche Aktivitäten Frankreichs in Afrika gewesen sein. Le Floch-Prigent drückte es bei Gericht so aus:

„1962 überzeugte Pierre Guillaumat General de Gaulle, eine parallele Struktur von Öltechnikern zu schaffen. Durch die Gründung von Elf zusätzlich zu Total erhofften sich die Gaullisten den Aufbau eines säkularen Zweigs des [französischen] Staates in Afrika […] einer Art permanenten Ölministeriums […] einer Art Nachrichtendienstes in den ölfördernden Staaten.“

Elf bot den gaullistischen Präsidenten die ideale Tarnung und die finanziellen Ressourcen für politische und militärische Operationen in französischen Interessengebieten in Afrika. Die Vorstände des Ölkonzerns betrachteten die gaullistischen Machthaber als ihre einzigen legitimen Herren und erwarteten deren Rückkehr zur Macht. Dabei finanzierten sie sogar Versuche, die Autorität des nichtgaullistischen Präsidenten Valéry Giscard d’Estaing zu schwächen. Elf bestimmte und entfernte Politiker in Gabun, Kamerun, Angola und im Kongo und dehnt seinen Einfluss in das ganze frankophone Afrika aus. Selbst in englischsprachigen Länder wie Nigeria soll Elf großen Einfluss gehabt haben. Auch in Usbekistan und Venezuela soll Elf politische Ambitionen besessen haben. Dabei tauchte der Name des Präsidenten von Gabun, Omar Bongo, auf, dessen diskreter Berater kein Geringerer als Alfred Sirven gewesen ist. Mit der Hilfe von Omar Bongo erhielt der Ölkonzern Zutritt zur OPEC, beteiligte sich am illegalen Handel mit Atomtechnologie. Omar Bongo kassierte von der Elf-Raffinerie Sogara in Port-Gentil in Gabun am 21. Januar 1992 persönlich in Libreville in bar Francs CFA 100 Mio., der Währung von 14 frankophonen westafrikanischen Staaten. Alle großen französischen Parteien erhielten von Elf Spenden.
1979 flog ein Betrugsskandal auf (öffentlich geworden 1983), dessen Opfer Elf Aquitaine geworden war und der auch politische Kreise zog (Affaire des avions renifleurs).
In der Ära Mitterrand diente der größte Konzern Frankreichs als Instrument wirtschaftlicher und politischer Einflussnahme Frankreichs im Ausland. Doch anders als seine Vorgänger habe Mitterrand sich nicht auf das nationale Argument beschränkt, sondern nach der Clanlogik von Räubern einen Teil der Beute für seine Partei und seine Gefolgsleute gefordert. Die Gaullisten sollten nicht zu kurz kommen, aber alle Parteien sollten etwas vom Kuchen abbekommen. Im Gegenzug konnten einzelne Vorstandsmitglieder private Vermögen anhäufen. Mitterrand soll sich laut Le Floch-Prigent laufend über die Zahlungen und den Stand der Verhandlungen unterrichten lassen und die Zahlungen persönlich angewiesen haben. Dazu seien umfangreiche Schwarze Kassen in der Schweiz angelegt worden, die über Liechtensteiner Briefkastenfirmen und Kontaktleute, wie Dieter Holzer, ihre Zuwendungen verteilten.
1991 wurde Elf Aquitaine an der New Yorker Börse New York Stock Exchange erstmals gehandelt. Nachfolger von Le Floch-Prigent wurde Philippe Jaffré. 1996 verkaufte die französische Regierung ihre Anteile, behielt jedoch eine Goldene Aktie. Das Unternehmen fusionierte 2000 mit TotalFina zu dem neuen Unternehmen TotalFinaElf.

## Trivia
1967 wurde eine Tankstelle an einer Nationalstraße im neuen Design als PR-Aktion für einen Film mit Mireille Darc ausgestattet.